# Meseta de Anabar
La meseta de Anabar es una meseta montañosa en el krai de Krasnoyarsk y la República de Sajá (Yakutia), Siberia, Rusia.
La meseta se encuentra en una latitud dominada por el permafrost. El espesor del permafrost debajo de la meseta de Anabar alcanza los 1400 metros (4593,2 pies).

## Geografía
La meseta de Anabar se encuentra al norte del círculo polar ártico en el noreste del krai de Krasnoyarsk y el noroeste de la República de Sajá, al SSE de la depresión de Taymyr, la parte central de las tierras bajas del norte de Siberia. Se encuentra al norte de la meseta de Viliui y es la característica más septentrional de la meseta central siberiana, a la que está conectado en el sureste. Al suroeste se encuentra con las montañas más altas de la meseta de Putorana, no estando bien definido el límite entre ambas. La altura media de la superficie de la meseta es de unos 500 m. Hay elevaciones de tipo mesa, ligeramente más altas, que atraviesan el área de la meseta, principalmente en una dirección aproximadamente de este a oeste. El punto más alto es de 905 m, una cumbre sin nombre.

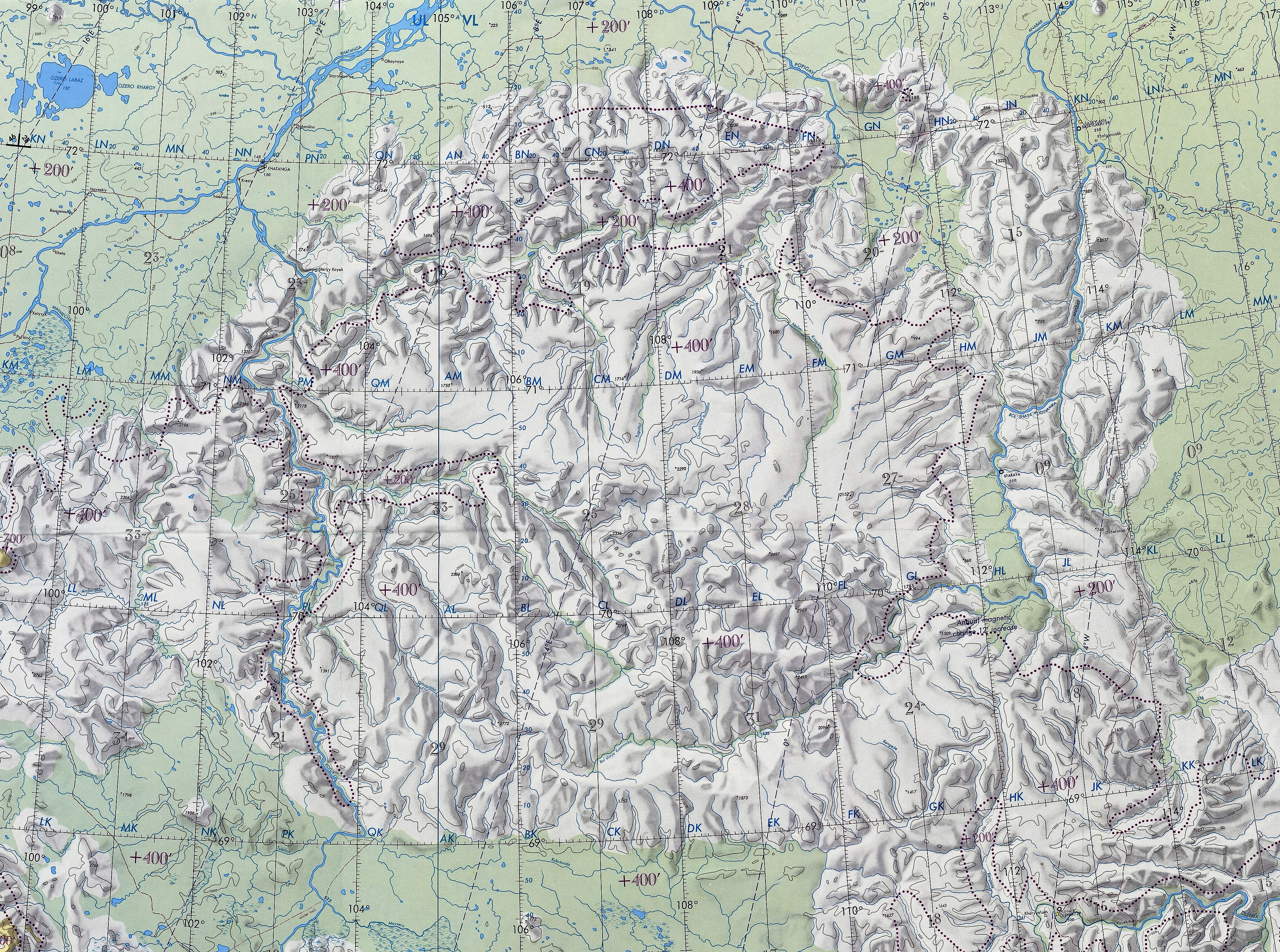
Sección del mapa de la meseta de Anabar

El Gran Kuonamka, que forma el curso superior del río Anabar, tiene su nacimiento en la meseta y fluye en dirección noreste. Los ríos cortan profundos valles o cañones, a menudo flanqueados por pintorescos acantilados formados por sedimentos erosionados muy antiguos. El río Popigai tiene su nacimiento en el sector nororiental de la meseta. El río Kotuy corta desde el sur a través del lado occidental y se une a su afluente el río Kotuykan desde la parte más alta de la meseta de Anabar. También al sureste de la meseta se encuentra la fuente del río Oleniok, que fluye primero hacia el este y luego hacia el noreste. Al noroeste fluye el río Játanga y al este se encuentra la cuenca más ancha del río Lena. El cráter Popigai se encuentra al NNE de la meseta.

## Geología
La meseta de Anabar de la meseta central de Siberia es una de las estructuras más antiguas de la Tierra, con rocas que tienen más de 3 mil millones de años. En su región central se compone de esquistos cristalinos arcaicos y gneises. A lo largo de la periferia de la meseta predominan calizas del Proterozoico y del Paleozoico Inferior.

### Escudo de Anabar
La meseta de Anabar coincide geográficamente con el escudo de Anabar, una región geológica que es un zócalo expuesto del cratón siberiano. Junto con el escudo de Aldan más al sureste, el escudo de Anabar es una de las principales características del cratón.

## Flora y clima
Hay bosques dispersos de alerce en las partes bajas hasta una altura de 450 m y tundra de montaña con musgos y líquenes en las altitudes más altas.
El clima que prevalece en la meseta de Anabar es continental subártico, caracterizado por una precipitación media muy baja de menos de 250 mm por año. Las precipitaciones caen en el verano, principalmente en forma de lluvia. La temperatura promedio del aire en enero es un frío −34 grados Celsius (−29,2 °F) con un mínimo absoluto de −60 grados Celsius (−76 °F). La temperatura puede alcanzar un máximo de 38 grados Celsius (100,4 °F) en julio. La temperatura media anual es −14 grados Celsius (6,8 °F).